# Barta Éva
Barta Éva (Budapest, 1916. április 8. – Budapest, 1994. március 15.) ötvös, keramikus, ékszerkészítő, Fekete Nagy Béla festő, grafikus felesége.

## Pályafutása
Barta Ernő (1878–1956) festő, grafikus és Csörsz (Goldberger) Ella lánya volt. 1933-ban az Iparművészeti Iskola; 1934 és 1938 között a Magyar Képzőművészeti Főiskola hallgatója volt, mesterei Benkhard Ágost és Szőnyi István voltak. 1938-ban Párizsba ment, ahol kerámiával foglalkozott, majd 1939-ben Budapesten hozta létre saját műhelyét, ahol többnyire ékszereket készített. A második világháború alatt férjével schutzpassokat készítettek, hogy ezzel segítsenek az üldözötteknek, többek között Barta Éva családjának is. A hamis okmányoknak köszönhetően nagyjából 1000–1200 zsidó életet mentettek meg. Férje, Fekete Nagy Béla posztumusz megkapta a Jad Vasem Világ Igaza kitüntetését. Műveihez zománcot, féldrágakövet, nemesfémeket használt, alkotásait amorf, természeti formák uralják. Tagja volt a Szocialista Képzőművészek Csoportjának. A háború után Barta Éva műszaki rajzoló lett, de kerámiaműhelyüket a XII. kerületi Vöröskő utcában tovább működtették. Két közös gyermekük született: Fekete Mihály (1947), később idegenforgalmi szakember, és Fekete László (1949) keramikus.

## Kiállításai

### Egyéni kiállítások
- 1961 • Fényes Adolf Terem, Budapest
- 1975 • Bartók Művelődési Ház, Szeged [Preiser Klárával]
- 1976 • Műcsarnok, Budapest

### Válogatott csoportos kiállítások
- 1958 • Világkiállítás, Brüsszel
- 1972 • Országos Ékszerkiállítás, Csók Galéria, Budapest • Öltözködés, Ernst Múzeum, Budapest.

## Díjai, elismerései
- Iparművészeti Vállalat ékszerpályázatának I. díja (1959)
- Érdemes művész (1977)
- Kiváló művész (1985)